# David Beattie

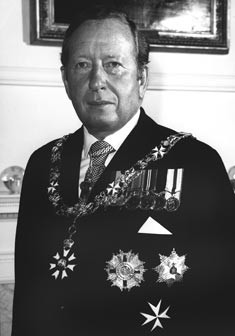
David Beattie

Sir David Stuart Beattie GCMG, GCVO, QSO, QC (* 29. Februar 1924 in Sydney, Australien; † 4. Februar 2001 in Upper Hutt, Neuseeland) war Rechtsanwalt, Richter am Supreme Court in Neuseeland und von 1980 bis 1985 der 14. Generalgouverneur von Neuseeland.

## Frühe Jahre
David Stuart Beattie wurde 1924 als Sohn der Eheleute Una Mary King und Joseph Nesbit Beattie in Sydney, Australien geboren. Als er zwei Jahre als war, zogen seine Eltern nach Neuseeland und siedelten in Auckland. Dort besuchte er im Stadtteil Belmont die Schule und machte anschließend an der Dilworth School, einer privaten Schule für Jungen, seinen High-School-Abschluss. Mit 17 Jahren zum Militärdienst berufen, nahm er als Sergeant (Unterfeldwebel) am Zweiten Weltkrieg teil und beendete seinen Militärdienst als Unterleutnant bei der Royal New Zealand Naval Volunteer Reserve (Freiwilligen-Reserve der Marine).

## Familie
1950 heiratete Beattie Norma Margaret Sarah MacDonald, Tochter einer befreundeten Familie seiner Eltern. Aus der Ehe gingen vier Töchter und drei Söhne hervor.

## Berufliche und politische Karriere
Zurück in Auckland studierte er Rechtswissenschaft an der University of Auckland und schloss dort sein Studium im Jahr 1948 ab. Anschließend arbeitete er als Solicitor und Barrister und gab Vorlesungen an der Universität, an der er vormals studiert hatte. 1964 wurde er in den Queen’s Counsel berufen, wurde 1965 Präsident der Auckland District Law Society und Mitglied des New Zealand Law Society Council, bevor er 1969 zum Richter am Supreme Court aufstieg. Von 1977 bis 1978 saß er der Royal Commission on the Courts vor. 1980 wurde er zum 14. Generalgouverneur von Neuseeland berufen, trat das Amt am 6. November 1980 an und hielt es bis zum 10. November 1985.
Von 1986 bis 1990 saß er der jährlich in einem anderen Ort stattfindenden Festveranstaltung Festival of Arts vor und wurde 1990 Schirmherr des New Zealand Youth Choir. Des Weiteren engagiert er sich für den Sport und war zeitweise Präsident des New Zealand Olympic Committee und Präsident der Olympic and Commonwealth Games Association.
David Stuart Beattie verstarb am 4. Februar 2001 76-jährig an einem Herzinfarkt in seinem Haus in Upper Hutt und wurde am 9. Februar 2001 in Wellington beerdigt.

## Kontroverse um seine Person
Bereits kurz nach der Amtsübernahme entstand eine Kontroverse zwischen Beatties Frau, ihm und der Regierung um die Renovierung des Government House in Wellington, nachdem das Paar festgestellt hatte, dass 300.000 NZ$ zuvor nicht ausgegeben wurden und sie deshalb für eine weitere Renovierung des Hauses die Unterstützergruppe FROTH Friends Of The House gründeten.
Die nächste Kontroverse entstand 1981 durch die Tour der südafrikanischen Rugby-Union-Nationalmannschaft durch Neuseeland. Beattie wurde von einer Delegation von Vertretern der Kirchen, der Gewerkschaften und verschiedener ethnischer Gruppen aufgefordert, die Tour des Teams, das für Apartheid und Rassismus in Südafrika stand, zu verbieten. Beattie versprach sich an die Regierung zu wenden, kam aber in Konflikt mit dem Premierminister Robert Muldoon und seinem Kabinett, die die Tour unterstützten. Demonstrationen vor dem Amtssitz des Generalgouverneurs und Konflikte zum Waitangi Day machten seine Amtszeit nicht leichter.
Eine letzte große Kontroverse um seine Person entstand durch den Kauf von zwei Mercedes-Limousinen im Werte von 250.000 NZ$ kurz vor Ablauf seiner Amtszeit, zwar legal, aber von Politikern heftig kritisiert. Man rechnete ihm vor, dass ein normaler Arbeiter rund 7½Jahre dafür arbeiten müsste.

## Auszeichnungen
- 1964 – Queen’s Counsel (QC)[1]
- 1975 – Queen’s Service Order (QSO)[1]
- 1980 – Order of St. Michael and St. George (GCMG)[3]
- 1980 – Royal Victorian Order (GCVO)[3]